# Bublina
Bublina je plynové těleso obklopené kapalinou nebo pevnou látkou (případně membránou). Vyskytují se v heterogenních směsích a při fázových přechodech (změnách skupenství).

## Běžné příklady vzniku bublin
- Bubliny oxidu uhličitého vznikající v sycených nápojích
- Vodní pára ve vařící se vodě
- Mořská pěna
- Mýdlová bublina
- Při chemických reakcích, např. při reakci jedlé sody s octem
- Vzduchová bublinka ve skle, která se do něj dostala při jeho výrobě

## Galerie

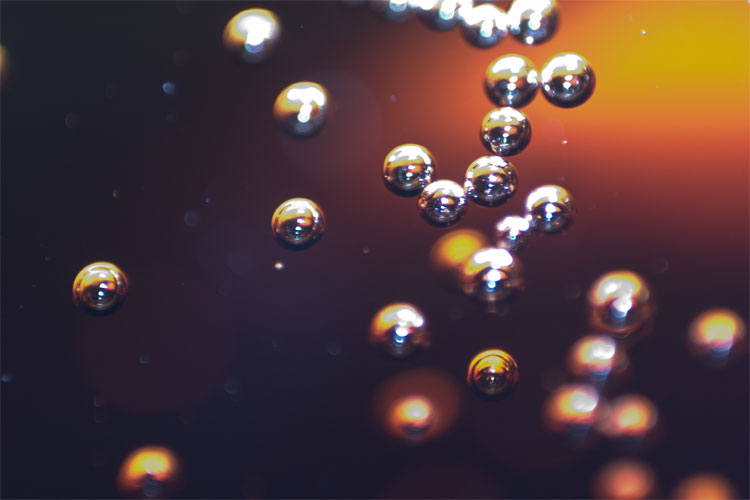
Bubliny plynu v nápoji
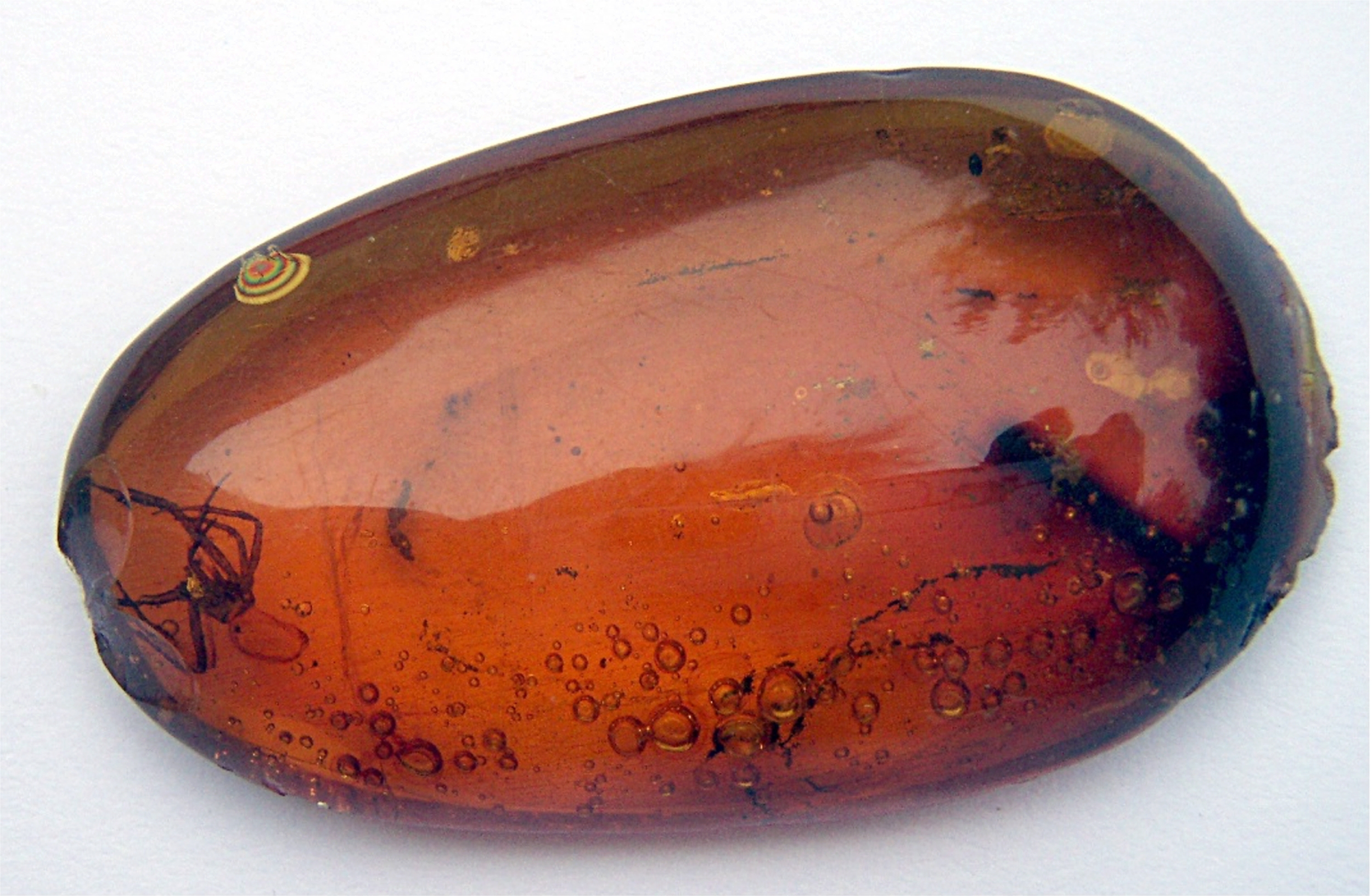
Bubliny vzduchu v jantaru
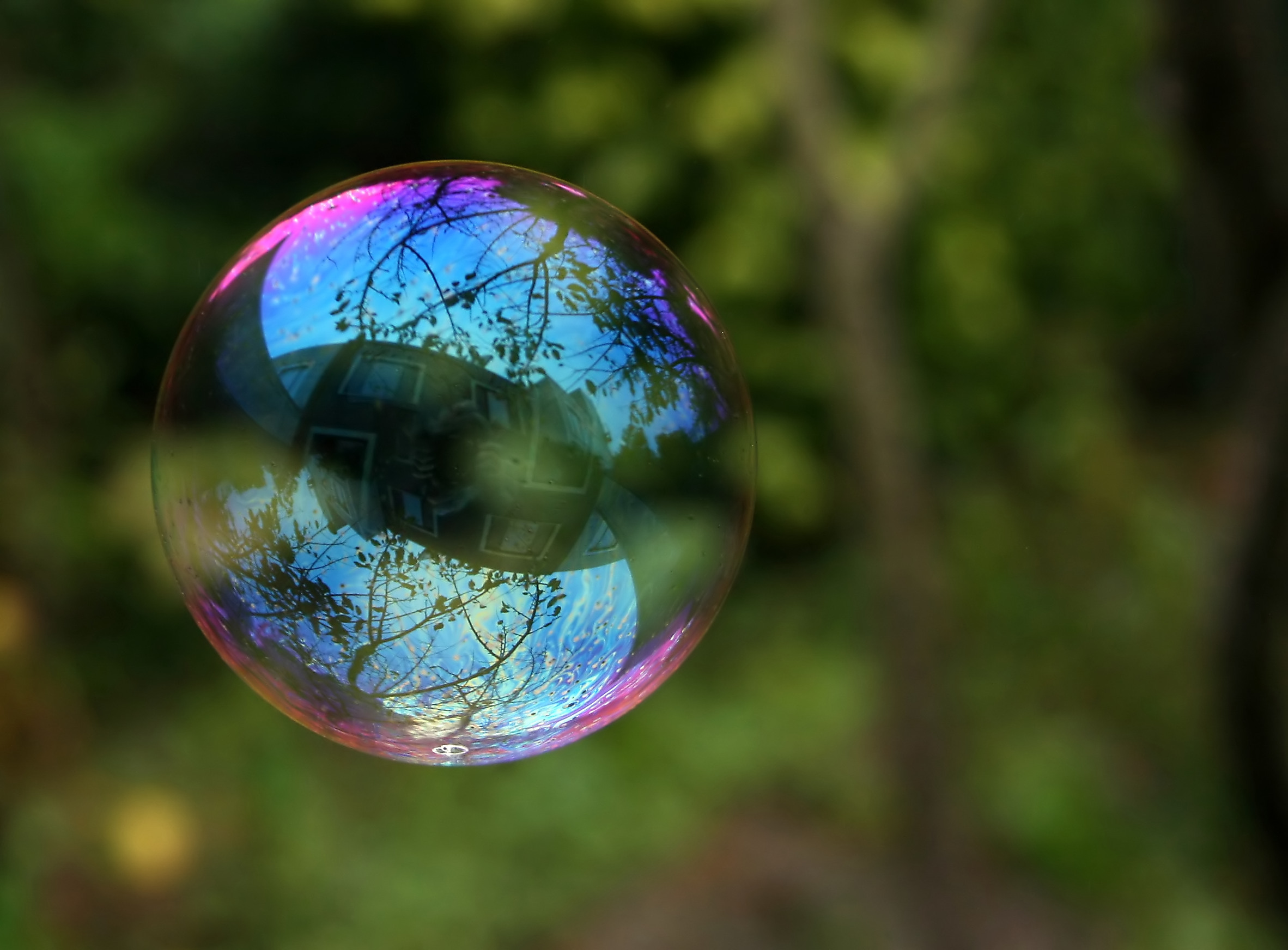
Mýdlová bublina – povšimněte si odrazu světla a jeho spektrálního rozkladu
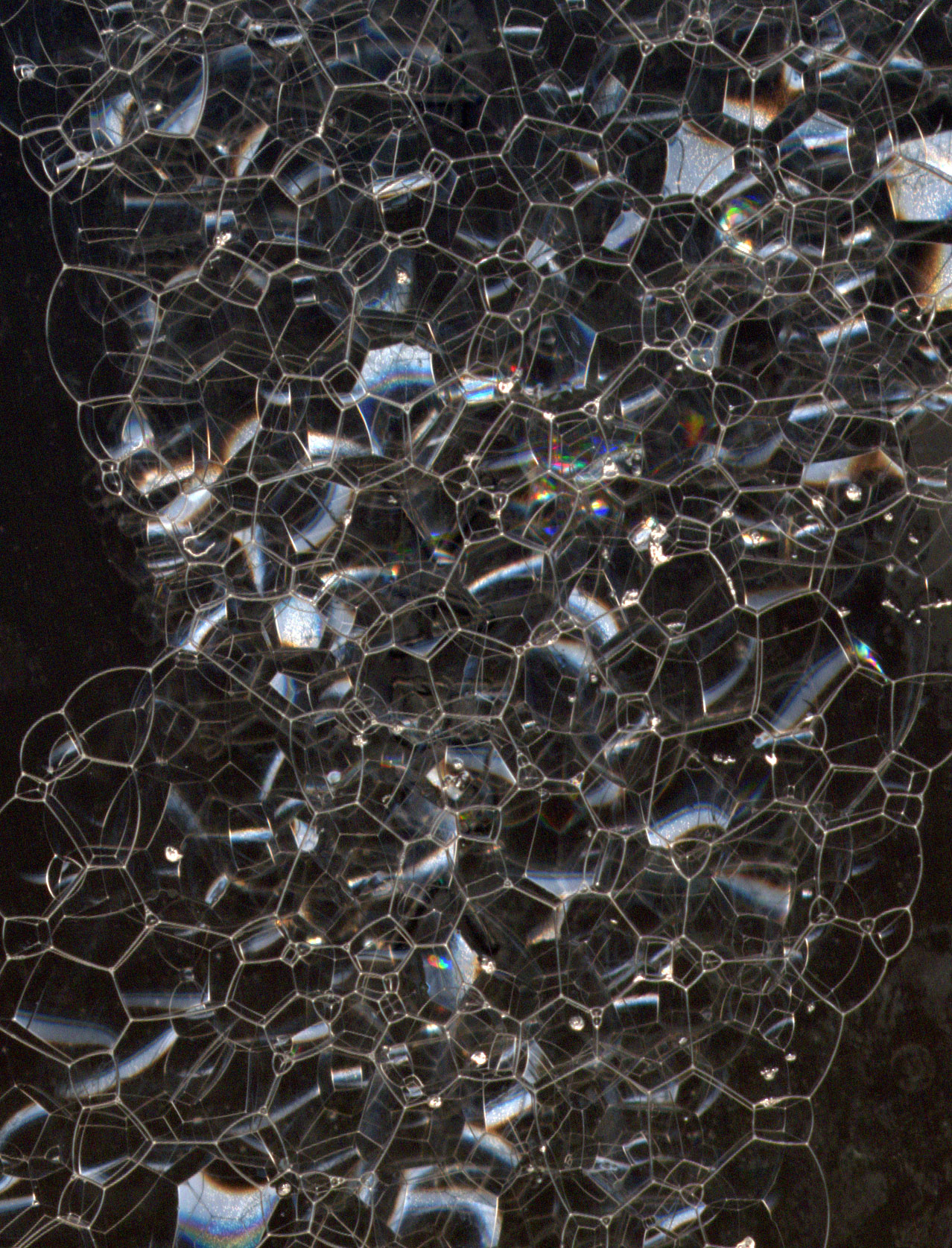
Bubliny v pěně
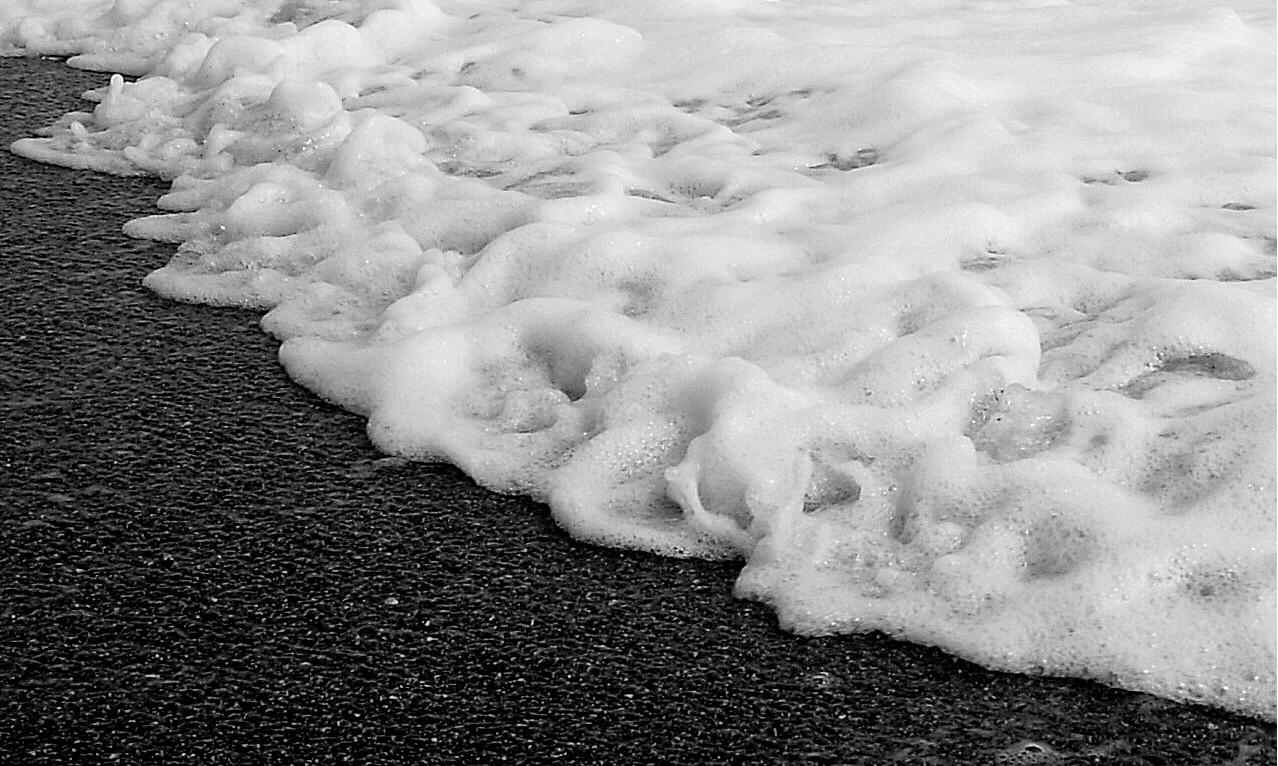
Mořská pěna
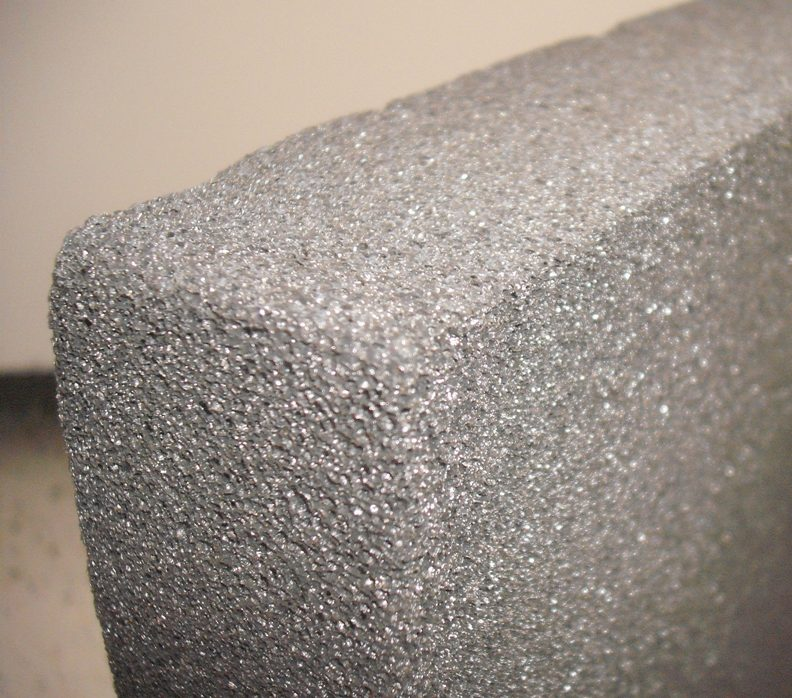
Bubliny v pěnovém sklu
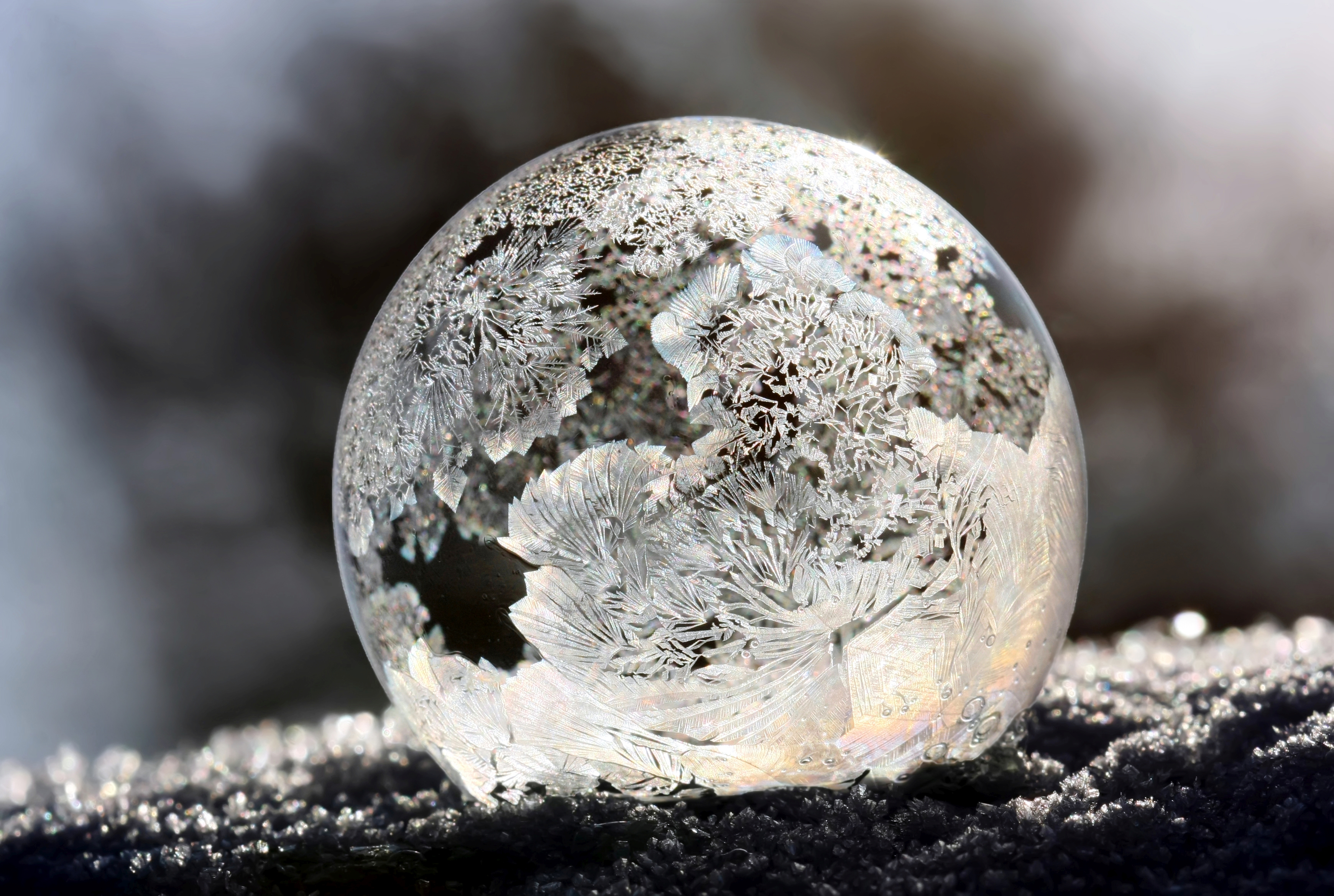
Zmrzlá mýdlová bublina
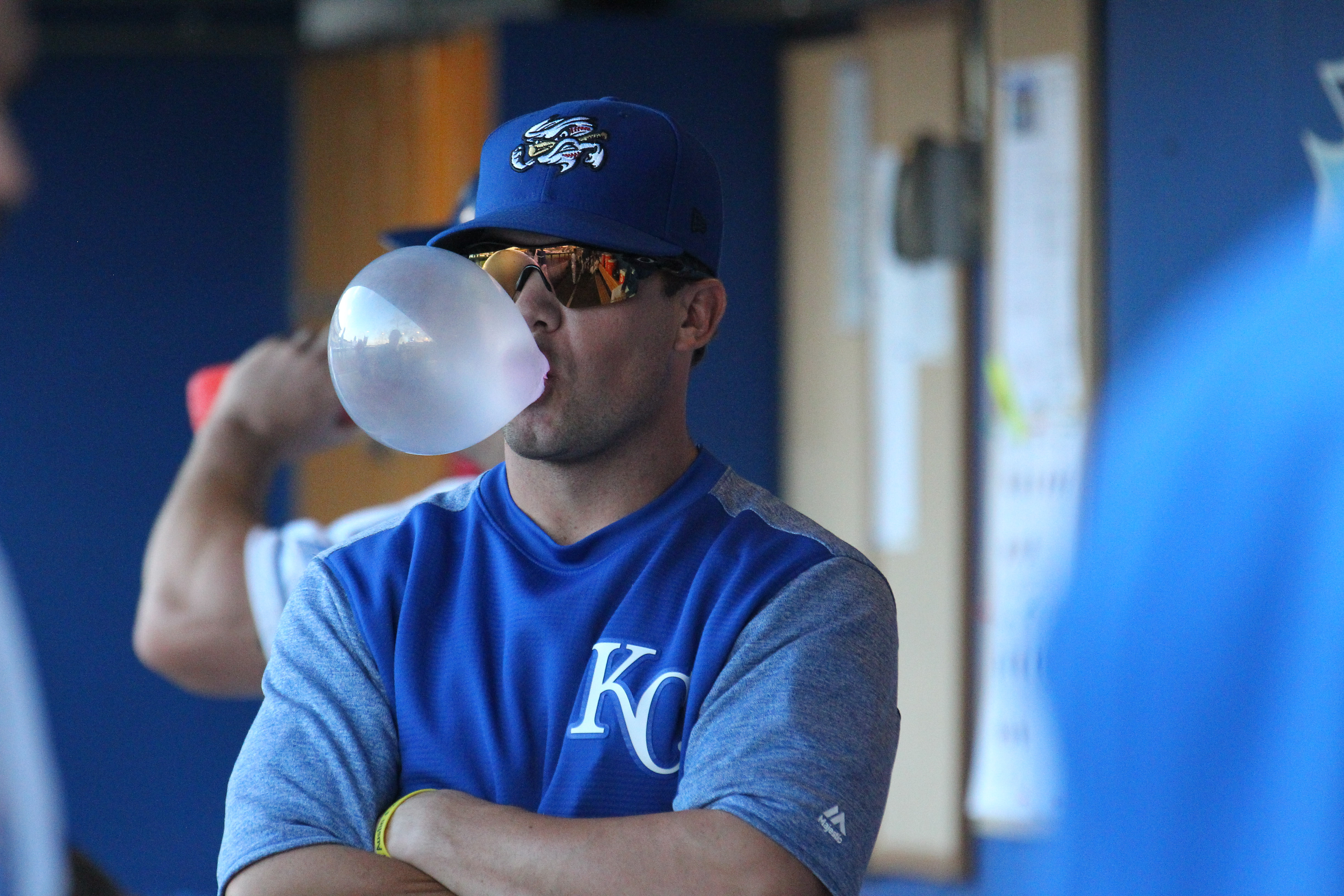
Vyfukování žvýkačkové bubliny